# Саджо та її бобри
«Саджо та її бобри» (англ. The Adventures of Sajo and her Beaver People) — дитячий пригодницький роман 1935 року, написаний і проілюстрований канадським письменником Сірою совою. Сюжет було засновано на реальних подіях. Роман став бестселером і сприяв тому, що наприкінці 1930-х років півмільйона людей відвідали лекції Сірої сови. За п'ять років після публікації її було перекладено багатьма європейськими мовами, зокрема польською та українською.

## Сюжет
Саджо, молода індіанка племені оджибве, та її старший брат всиновлюють двох молодих бобрів, Чілаві та Чікані, і намагаються врятувати їх від торговців хутром.